# Патерностер, Анри
Анри Патерностер (фр. Henri Paternóster, 9 января 1908 — 30 сентября 2007) — бельгийский фехтовальщик, призёр Олимпийских игр.
Родился в 1908 году в Эттербеке. В 1936 году на Олимпийских играх в Берлине стал 5-м в командном первенстве на рапирах. В 1948 году на Олимпийских играх в Лондоне завоевал бронзовую медаль в командном первенстве на рапирах.